# Brian Drummond
Brian Drummond (Salmon Arm, Columbia Británica, 10 de agosto de 1969) es un actor de voz y de teatro canadiense. Es miembro de la junta directiva de la Academia Urbana en New Westminster junto con su esposa Laura Drummond (quien también es actriz), ambos se desempeñan como vicepresidente y presidente. Tiene tres hijos: Aidan, Ashlyn y Brynna, quienes también siguieron la carrera de actuación.
Como graduado de la aclamada escuela de teatro Studio 58, comenzó como actor de teatro, y finalmente se convirtió en actor de voz de tiempo completo. Desde Vancouver, trabaja en varios programas de animación.
Es particularmente conocido por ser la voz en inglés de diversos personajes en anime, entre los más importantes: Vegeta y Yajirobe en Dragon Ball Z (doblaje de Ocean Group), Ryuk en Death Note y Renkotsu en Inuyasha.

## Filmografía
| Año           | Trabajo                             | Rol   | Noteas          |
| ------------- | ----------------------------------- | ----- | --------------- |
| 2013-presente | Pac-Man y las aventuras fantasmales | Clyde | Directo a video |

- Datos: Q26741
- Multimedia: Brian Drummond / Q26741